# William Nelson (General)

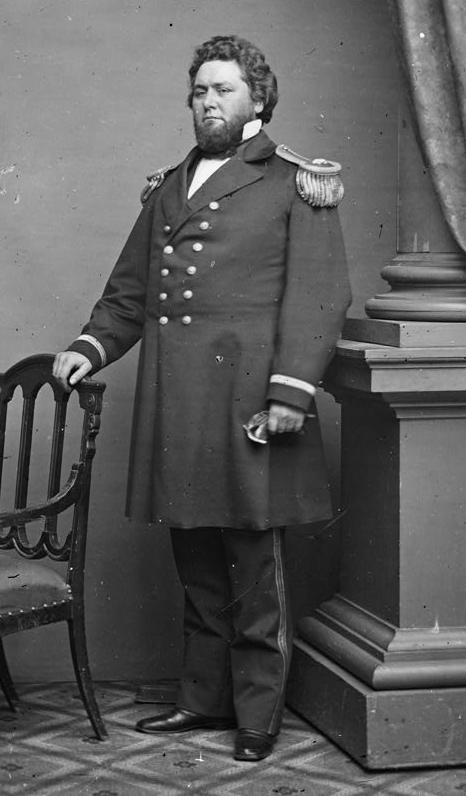
William Nelson

William „Bull“ Nelson (* 27. September 1824 Maysville; † 29. September 1862 in Louisville) war ein amerikanischer Marineoffizier, der im amerikanischen Bürgerkrieg Brigadegeneral der Nordstaaten wurde.

## Leben
William Nelson wurde 1824 als dritter und jüngster Sohn von Dr. Thomas W. Nelson (1796–1849) und seiner Frau Frances Doniphan (1795–1845) in Maysville, Kentucky, geboren. Er besuchte die Seminarschule von Maysville und wurde mit 13 Jahren an der Norwich University eingeschrieben. Zwei Jahre später beendete er seine Ausbildung an der Militärschule von Vermont. Sein Freud Garrett Davis an der Norwich University sicherte ihm eine Stelle in der US Navy.

### Marinekarriere
Im Frühjahr 1840 meldete sich Nelson zur Ausbildung auf der USS Delaware. Für die nächsten fünf Jahre segelte er im Südpazifik. Nelson besuchte dann die neu gegründete Marineakademie in Annapolis. Am 11. Juli 1846 wurde er Midshipman. Im Oktober meldete er sich an Bord der USS Raritan, dem im Golf von Mexiko stationierten Flaggschiff des Heimatgeschwaders, zum Dienst. Bei der Belagerung von Veracruz diente er mit der V. Marinebatterie, und bei der Tabasco-Expedition war er Mitglied der II. Artillerie-Division. Im Februar 1848 wurde er Geschützmeister auf der USS Scourge. Im Sommer 1849 trat er dem Mittelmeergeschwader bei und wurde am 1. September 1851 zum stellvertretenden Leutnant auf der USS Mississippi ernannt. Im Dezember begleitete Nelson eine Eskorte für die berühmte Tour des ungarischen Exilanten Lajos Kossuth durch die Vereinigten Staaten. Am 19. September 1854 wurde Nelson zum Segelmeister befördert und am 18. April 1855 erreichte er den Rang des Ersten Leutnants. Im September 1858 trat er der USS Niagara bei, um gefangene Sklaven nach Monrovia zu bringen. Die in westafrikanischen Gewässern befreiten Sklaven wurden in der amerikanischen Siedlung Congotown angesiedelt und wurden dort zum Aufbau von Zuckerrohrplantagen eingesetzt.

### Im Bürgerkrieg
Am zweiten Tag nach der Amtseinführung von Abraham Lincoln erschien der Leutnant der US-Navy, William Nelson, im Governor’s Mansion in Frankfort und bot seine Dienste an. Er hatte zwölfeinhalb Jahre auf See gedient und beeindruckte mit seiner imposanten Statur, zudem war er ein fesselnder Redner. Auf Wunsch von Lincoln sollte er am 3. Mai 1861 in der Executive Mansion von Kentucky durchsetzen, der Union Waffen zu liefern. Nelson sollte mit Joshua Fry Speed in Louisville Einzelheiten für die Bewaffnung der zur Union stehenden Städte in Kentucky ausarbeiten, Kriegsminister Simon Cameron ließ dafür 5000 alte Steinschlossgewehre freigeben, die in Percussion-Gewehre umgewandelt wurden, um die Union Home Guard zu bewaffnen. Am 1. Juli wurde Nelson von der Marine beauftragt, eine Truppe von 10.000 Soldaten für eine Expedition nach East Tennessee zu organisieren. Zur Mobilisierung seiner Einheiten sprach er zwei Wochen später im Südosten von Kentucky in Lancaster und Crab Orchard vor. Thomas E. Bramlette war zum Bezirksstaatsanwalt für den von der Union kontrollierten Teil Kentuckys ernannt worden und ging entschieden gegen Anhänger der Konföderation vor. Oberst Speed S. Fry marschierte Anfang August mit einer Abteilung freiwilliger Infanterie in Richtung Camp Dick Robinson vor. Der Vertreter der Union Charles A. Wickliffe und seine Anhänger im Repräsentantenhaus erklärten darauf, dass Kentucky „vollständig für die Union ist“. Der US-Finanzminister Salmon P. Chase glaubte, dass Nelsons Aktionen maßgebend dazu beigetragen haben, dass Kentucky zur Union stand und erreichte, dass Nelson am 16. September 1861 zum Brigadegeneral befördert wurde. Anschließend organisierte Nelson eine neue Brigade in Camp Kenton bei Maysville und marschierte mit seinen Truppen nach Olympian Springs, Bath County. Schon Ende Oktober bekämpften diese aus Ohio und Kentucky stammenden Truppen die Konföderierten in Hazel Green und West Liberty. Am 8. November 1861 bekämpfte Nelson konföderierte Truppen unter Captain Andrew J. May im Gefecht am Ivy Mountain. In der Nacht und am folgenden Tag mussten die Konföderierten unter Oberst John Stuart Williams Pikeville räumen.
Ende November 1861 traten Nelsons Truppen der Army of the Ohio unter dem Kommando von Don Carlos Buell in Louisville bei. Nelson befehligte die 4. Division, welche am 25. Februar 1862 als erste Einheit in Nashville einmarschierte. Im nächsten Monat erhielt Buell den Befehl, sich Brigadegeneral Ulysses S. Grant in Savannah anzuschließen und Nelson übernahm die Führung dieses Vormarsches, Buell gab die Erlaubnis, mit seinen Männer über den Duck River in Tennessee einzurücken. Nelsons Truppen griffen im Morgengrauen des 6. April 1862 unterhalb der Shiloh-Kirche in die Schlacht ein. Um 16:30 Uhr bereiteten sich die Streitkräfte der Konföderierten darauf vor, die Unionsarmee von der Klippe von Pittsburg Landung zu vertreiben. Am Montagmorgen trug Nelsons vierte Division die Hauptlast der Kämpfe am linken Flügel. Am späten Nachmittag des 7. April zogen sich die Konföderierten zurück. Nach dem Sieg  in der Schlacht von Shiloh rückten die Armee unter Generalmajor Henry W. Halleck auf Corinth vor. Nelsons Division war maßgeblich an der Belagerung von Corinth beteiligt. Am 21. Mai befahl er seiner Brigade unter Oberst Thomas D. Sedgewick, die Anhöhe nahe der Widow Surratt Farm zu stürmen. Am 28. Mai eroberte Sedgewicks Brigade eine Brücke am Bridge Creek, einem Seitenarm des Tuscumbia River, die letzte bedeutende Aktion der Belagerung von Corinth. Nelson war unter den Ersten, die am 30. Mai 1862 in Corinth einrückten, er geriet mit General John Pope in Streit darüber, wer als Erster die verlassene Stadt besetzt hatte. Einige Wochen später erlitt Nelson dann beim unglücklichen Vorstoß auf Chattanooga eine Niederlage. Die konföderierte Invasion in Kentucky drängte ihn dann nach Louisville zurück. Um die Kommunikationswege mit Nashville wieder zu öffnen, griff er nochmals an. Am 29. August 1862 trafen Teile von Kirby-Smiths Armee auf gleich starke Kräfte unter General Nelson, die zwischen 6000 und 7000 Mann zählten. Die Schlacht von Richmond am 30. August wurde ein Sieg der Konföderierten: Im Vergleich zu den 750 Opfern des Südens, gab es mehr als 5000 Mann Verluste bei der Union, zudem ging beträchtlich Gelände verloren, einschließlich Richmond und die Landeshauptstadt Frankfort. Brigadegeneral Mahlon Dickerson Manson wurde gefangen genommen. General Nelson der am Hals verletzt war, war gezwungen sich nach Louisville zurückzuziehen.

### Umstände seines Todes
Der Befehlshaber des Department of Ohio in Cincinnati, General Horatio Wright befahl Jefferson Columbus Davis, sich bei General William Nelson zu melden. Am 22. September traf Davis in Galt House ein, wo General Don Carlos Buell und Nelson ihr Hauptquartier eingerichtet hatten. Der Tag begann, wie an anderen Morgen, mit dem Treffen der militärischen und zivilen Führer. Nelson befahl Davis, die Organisation und Bewaffnung der Bürger von Louisville zu übernehmen, um sich auf die Verteidigung vorzubereiten. Als Davis zurückkehrte, kamen die beiden in Konflikt. Als Nelson weitere Fragen stellte und nur kurze Antworten erhielt, von denen Davis zudem keine Einzelheiten nennen konnte, wurde Nelson wütend. General James B. Fry, der als enger Freund von Davis beschrieben wurde, war anwesend und schrieb später einen Bericht über folgende Ereignisse: Davis stand auf und bemerkte auf kühle Weise: „General Nelson, ich bin ein regulärer Soldat, und ich fordere die Behandlung, die mir als Offizier gebührt.“ Davis trat dann zur Tür des Zimmers des ärztlichen Direktors, beide Türen standen offen ... und sagte: „Dr. Irwin, ich möchte, dass Sie Zeuge dieses Gesprächs sind.“ Zur gleichen Zeit sagte Nelson: „Ja, Doktor, ich möchte, dass Sie sich daran erinnern.“ Davis sagte dann zu Nelson: „Ich fordere von Ihnen die Höflichkeit aufgrund meines Ranges.“ Nelson antwortete: „Ich werde Dich so behandeln, wie du es verdienst. Du hast mich enttäuscht; du warst dem Vertrauen, das ich dir entgegengebracht habe, untreu, und ich werde dich sofort entlassen. Du bist hiermit vom Dienst befreit und kannst nach Cincinnati zurückfahren.“ Davis sagte: „Sie haben keine Vollmacht, mich zu entlassen.“ Davis machte sich auf den Weg nach Cincinnati und meldete sich innerhalb weniger Tage bei General Wright. Davis kam am Sonntag, dem 28. September, am Nachmittag wieder in Louisville an und meldete sich früh am nächsten Morgen im Galt House. Kurze Zeit später betrat Nelson das Hotel und ging zur Rezeption. Davis trat an Nelson heran und forderte eine Entschuldigung, doch Nelson lehnte brüskiert ab. Davis warf Nelson ein Papierbündel ins Gesicht und wollte diesen öffentlich konfrontieren, womit dessen Respektlosigkeit bezeugt würde. Was Davis nicht einkalkuliert hatte, war Nelsons Reaktion, alles geriet außer Kontrolle. Denn Nelson schlug Davis mit der Handfläche und verließ darauf schnell das Zimmer. Nelson bekam seinen Spitznamen „Bull“ aufgrund seiner Statur. Nelson war 1,88 Meter groß, wog über 130 kg und wurde „mit perfekter Gesundheit“ beschrieben. Der erregte Davis besorgte sich eine Pistole und erschoss Nelson auf kürzeste Reichweite. Die Kugel traf Nelson mitten in die Brust und verletzte ihn tödlich. Nelson hatte noch die Kraft, die Hoteltreppe zu erreichen und eine Etage zu erklimmen, bevor er zusammenbrach. General Fry, ein enger Freund von Davis, war anwesend und beschrieb später die Ereignisse rund um den Tod von Nelson. Eine Menschenmenge versammelte sich am Tatort und trug Nelsons Leiche in einen Raum, um ihn auf den Boden zu legen. Zwei Tage später telegrafierte Buell an Halleck in Washington, um das Militärgericht zu ersuchen, Davis wegen Mordes an Nelson vor Gericht zu stellen. Halleck übertrug die Angelegenheit an Generalmajor Horatio G. Wright in Cincinnati und dieser entschied, dass Davis wieder in den Dienst gestellt wurde, da Buell gegen ihn nie Anklage erhoben hatte, und die Angelegenheit fallen gelassen wurde. Der einzige Versuch, Davis strafrechtlich zu verfolgen, fand im Jefferson County Circuit statt. Der Fall wurde einige Jahre später aus der Akten entfernt. Am 12. Juni 1863 ehrten die Behörden das Opfer, indem sie das neue Versorgungsdepot in Jessamine County, Kentucky, in Camp Nelson umbenannten. Zwei Monate später überführte eine Eskorte Nelsons Überreste am Cave Hill Cemetery nach Camp Dick Robinson. Am 8. März 1872 wurde Nelsons letzte Ruhestätte auf dem Maysville Cemetery festgelegt.